# 石立鉄男
石立 鉄男（いしだて てつお、1942年〈昭和17年〉7月31日 - 2007年〈平成19年〉6月1日）は、日本の俳優。
神奈川県横須賀市出身。俳優座養成所第13期生、文学座座員を経て、1970年テレビドラマ「おくさまは18歳」の主演で大ブレーク。その後1980年代にかけてホームドラマ（疑似家族物語）の主演を数々務め、喧嘩っ早いが情にもろく、憎めないキャラクターで人気を博した。アフロヘアー、少し高い独特の声、テンポのある言い回しをトレードマークに、テレビCMにも出演。主演したドラマの放送時間にちなみ、マスコミからは“水曜8時の男”と呼ばれた。主な所属事務所は其田事務所。女優の吉村実子は元妻。

## 来歴

### 生い立ち・青年時代
横須賀市で養鶏業を営む父・石立光男と母・石立ユリ子の間に、男ばかり5人兄弟の四男として誕生。石立鉄男は本名。戦勝ムードが残る軍港・横須賀では当時、軍需物資として鉄が貴重とされていたことが名前の由来とされている。
父親からは「人に迷惑をかけるな。何をやってもいいが、その道の大物になれ。泥棒になるなら大泥棒になれ」と幼い頃から教えられていたという。同市のどぶ板通り商店街の路面には、ゆかりのある著名人として手形レリーフが敷かれている。
敗戦後、米軍基地の街と化した横須賀で、青年時代までを過ごす。この時に米兵から貰ったチョコレートやチューインガムの美味しさを知るが、米兵相手に身売りする近所の女性を目の当たりにした経験が子供心にも傷となり、その後の自分の女性関係にも限りなく影響を与えたと語っている。
中学・高校ではバスケットボールに打ち込むごく平凡なスポーツ少年であったが、男ばかりの兄弟で学校も男子校であったため、何かにつけて反抗して進路相談の担任と大喧嘩するなど、反骨精神が強かった。

### 俳優座研究生時代
ある時、役者志望の友人が俳優座養成所を受けると聞き興味本位で受験したところ、全国から1400名余りの応募がある中43名という狭き門を、友人は不合格だったが合格した。俳優になるつもりは全くなかったが、合格発表を見に来ていた佐藤オリエを見て、「こんなきれいな子が入るならば」と入所を決めた。
1961年（昭和36年）俳優座研究生第13期生として入所。同期生に佐藤友美、結城美栄子、服部まり子、佐藤オリエ、真屋順子、夏圭子、勝部演之、加藤剛、新克利などがいる。中でも笹岡勝治、細川俊之、横内正の3名は、石立にとって当時を過ごした同じ貧乏仲間として、特別な存在の同級生であった。
入所するまで俳優座創設者の千田是也と小沢栄太郎のことを知らず、教員から「ここに何しにきたんだ？」と言われて奮起。本格的に演劇を学ぶため膨大な本を読み、「人生の中で一番勉強した」と語っている。
笹岡、細川と3人で麻布にある民家の2階4畳半を間借りし、共同生活を送っていた時期がある。実家の仕送りがあったため、自分が家賃を負担していたが、それだけでは足りないので、六本木の地下鉄工事のアルバイトをしながら学費を稼いでいた。
1960年安保闘争があり、左翼思想の新劇関係者、俳優座も千田を筆頭に反対デモに参加する。養成所にも余波が及び、石立も国会デモに参加したが「何かが違う。高倉健や菅原文太みたいになりたかったはずなのに」と思っていたという。
21歳のときにテレビドラマ『愛の系譜』（1963年）でデビューし、同年にドラマ『まごころ』で初主演。
養成所時代はずっと演技をすることが恥ずかしくて嫌だったが、同期の佐藤友美が、卒業公演の練習で涙を流して一生懸命取り組む姿を見て、芝居を一から勉強し直そうと決意。「彼女のおかげで芝居が好きになった」と晩年、打ち明けている。

### 文学座時代
1964年3月、俳優座養成所卒業公演『お気に召すまま』（W・シェイクスピア作）の演技で注目され、文学座研究生となる。同年、NHKドラマ『ふりむくなマリー』で吉村と再び共演、脚光を浴びる。
1965年（当時23歳）、文学座公演『花咲くチェリー』で北村和夫演じる主人公の息子役を演じ、作家の水上勉の目にとまる。翌年、水上が文学座のために書き下ろした戯曲『山襞（やまひだ）』で大役を果たし、座員に昇格。「ハムレットをやれる男」と演劇界における最高の誉め言葉で呼ばれた。
映画デビュー作品は1964年の『血とダイヤモンド』（東宝）。文学座にいた5年間に20本以上の映画に出演した。代表的作品として『若者たち』シリーズの他、1966年（当時24歳）『愛の渇き』主演の浅丘ルリ子、1967年（当時25歳）『父子草』主演の渥美清の相手役として物語の要となる青年役を演じた。
1969年（当時27歳）、ヨーロッパに長期旅行のため、文学座を一時休座する。ドラマ撮影のため一時帰国するも、数か月後に再び渡航し、単身アメリカ・ニューヨークで4か月を過ごす。このとき、オフ・ブロードウェイで水とパンと卵だけで暮らしている役者の卵たちから「まずはスターになれ。有名になれば自分のやりたい芝居が出来る」の言葉に触発され、帰国後の1970年9月、文学座に退団届を出す。

### 人気俳優として
1967年に同じ文学座出身の其田則夫と共に、其田事務所を立ち上げ筆頭俳優となる。
その後から活動の場がテレビに移り、1970年代から1980年代にかけて、アフロヘアーと独特の口調で知られる個性派俳優として活躍するが、退団後間もないころは、新劇出身の役者として自由な演劇スタイルを試み、山口崇、左時枝、小山田宗徳らと「ゲバラ財団」（演劇グループ）を結成し、毎週日曜の夜に渋谷ジァン・ジァンで入場無料のアングラ演劇を行っていた。1972年には日本初公演となるブロードウェイ・ミュージカル『スイート・チャリティ』のオスカー役を務め、宝塚の真帆志ぶき、俳優の宝田明らと共演する。
テレビの出世作は、夫婦であることを周囲に隠し続ける教師と生徒をコミカルに描いたドラマ『おくさまは18歳』（当時28歳）。新劇出身であったため、少女漫画雑誌『マーガレット』の漫画が原作と知ってオファーに戸惑ったが、「シリアスものはいつでも出来る」と考え引き受ける。実際「コメディは、やればやるほど奥が深かった」と語っている。
このドラマの大ヒットを受けて、次のドラマ『おひかえあそばせ』（日本テレビ）の主演が決定する。人気は急上昇し、当時18歳から34歳女性の人気調査（日テレ・アドリサーチ調査）では石坂浩二に次ぐ2位と報じられた。
以後、『気になる嫁さん』、『パパと呼ばないで』、『雑居時代』、『水もれ甲介』、『気まぐれ天使』、『気まぐれ本格派』と通算8年にわたり、日本テレビとユニオン映画製作、松木ひろし脚本によるホーム・コメディドラマ（疑似家族物語）の主演を続け、お茶の間の人気者となる。またドラマの放送時間が主に毎週水曜日の夜8時であったため、マスコミからは「水曜夜8時の男」と呼ばれた。
石立をドラマの主演に起用した経緯として、脚本担当の松木ひろしは「当時アメリカにいたトニー・カーチスやロック・ハドソンのように喜劇の出来る二枚目俳優を探していたところ、顔が二枚目で、芝居は三枚目もシリアスな役も出来る珍しい俳優さんだったから」と述べている。
早口でまくしたてる台詞回しや独特の甲高い声、アフロヘアーは本人の役作りによるものである。『パパと呼ばないで』（1972年）で流行した「おい！チー坊」（杉田かおる演じる姪の千春を呼ぶ時の台詞）は渥美清が演じた寅さんに影響を受けたとし、喜劇やホームドラマをやるときの鉄則として地声を1オクターブ高く上げたりすることで、言葉の意味よりも音として心地良さを出す工夫をしていたという。また背が高いため、相手に威圧感を与えないよう、わざとズボンを下げて脚を短くみせたり、猫背にしていた。
1970年代後半から1980年代には大映テレビ製作のドラマの常連としても活躍する。特に事件物である『事件狩り』（当時32歳）では弁護士役、『夜明けの刑事』（当時32～34歳）では鬼の捜査課長役とコミカルな演技とは程遠いクールで強面な役をこなし話題を集めた。また他の代表作に『噂の刑事トミーとマツ』（当時37歳）、『スチュワーデス物語』（当時41歳）、『少女に何が起ったか』（当時42歳）など。『少女に何が起ったか』では深夜0時にピアノを練習する主人公・野川雪（演・小泉今日子）のもとを訪れ「薄汚ねえシンデレラ!」と脅す憎まれ役の刑事を演じ、この台詞も流行した。
また、エースコック「わかめラーメン」のCM（1983年）では「お前はどこのわかめじゃ〜」のセリフでも、お茶の間に親しまれた。
40代後半から主演作品は減ったが、2時間ドラマの脇役が中心となっていく。
60代手前で映画監督の秋原正俊からオファーを受け、インターネット配信ドラマ『1+1』（2001年）に俳優の名古屋章とダブル主演する。続く『Break Out!』（2004年、翌年劇場公開）にも主演し、ネット時代に合わせた新しいスタイルの情報発信に関わった他、ブレイクアウトでは元ドラマー役だったことから楽器演奏にも初挑戦した。
2004年に白内障の手術をし、左目の半分を失明していた。

### 晩年
2007年に受けた雑誌取材にて「これから演じてみたい役は？」と問われ、「役者は使われる側の人間で素材であるから、そんなものを持ったら大変だよ」と答えた上で、「でも、若い頃には一つあった。ロミオをやりたかったなあ」と続けた。インタビュアが「楽しいロミオになったでしょうね」と返すと「そうかな。繊細な表現になると思うよ。もともと僕は新劇出身。舞台人だから知性を持って臨んだことでしょう」と結んだ。
俳優として最後の撮影作品は2007年。映画『キャプテン・トキオ』。元俳優でスクラップ小屋に暮らす謎の老人という役を演じた。登場シーンが数分と少ないが、監督した渡辺一志いわく「正体をひた隠しにして心を閉ざした、ああいう人間が自分が俳優だったと明かして、映画作りは戦いだ、ということを力説する。あれだけの説得力を出せるのは彼しかいなかった」とインタビューに答えている。
テレビドラマの最後の出演作品は2007年3月31日（撮影は1年前）。『土曜ワイド劇場』の『警部補・藤井若葉の癒しの事件簿〜犯罪被害者相談室から〜』（テレビ朝日系）。大地真央主演のテレビシリーズで、課長刑事役を演じた。プロデューサーの杉村治司は「昔はわがままな人と聞いていたので出演依頼のときに用心していたが、きさくでいい味を出す俳優さんだった」と述べている。
芸能人としての最後の仕事は2007年5月13日。『ウラネタ芸能ワイド 週刊えみぃSHOW』（読売テレビ、関西ローカル）の「あこがれのあの人 数珠つなぎ」コーナーへの出演であった。自身の役者人生を振り返り「全盛期には5億から10億ぐらい稼いだんだけど、全部バクチで使い切っちゃった」とのエピソードを語った。
2007年6月1日（金曜日）午前11時、就寝中に急性動脈瘤破裂を発症し、静岡県熱海市の自宅で死去した。64歳没。秋に出演が決まっていた舞台を楽しみにしており、亡くなる4日前には打ち合わせのため上京していた。葬儀・告別式は熱海市の成田山快長院で営まれ、喪主は長男の大和が務めた。当初は近親者のみで執り行われる予定だったが、大映テレビ制作のドラマで多く共演した宇津井健、杉浦直樹、勝呂誉、俳優座の先輩である冨士眞奈美、大山のぶ代・砂川啓介夫妻、俳優座同期の横内正など、多くの芸能関係者、親族、友人ら約100人が弔問に訪れた。墓所は鎌倉霊園にある。肖像権等の権利は、長男の大和の監修の下、群馬県の実業家が「石立鉄男プロダクション」の名称で管理している。
ヘビースモーカーで、23歳時の週刊誌の取材に「1日に70本吸う」と答えているが、訃報記事でも1日に何箱も吸っていたと、知人の証言が紹介されている。

## 人物
- 性格は物静かで非常にシャイであり、ドラマ撮影での休憩時間は喫煙所に行き、ずっと一人で黙々と煙草を吹かしているような人物だった。
- トレードマークともいえるアフロヘアーは、三枚目が三枚目をやるのはたやすいが、自分のように中途半端な二枚目が三枚目を演じるのは難しいため、髪型もコメディをやるときの道具と考えていたという[18]。
- バラエティ番組の出演には消極的だったが、『踊る！さんま御殿』から石立にオファーが届いた際に、女優としての仕事が減っていたかつての共演者・杉田かおるの名前を出し「彼女とセットなら出演する」と、条件付きで番組出演を承諾。杉田にとって初のバラエティ番組への出演となり、ここから杉田はバラエティ番組でブレイク。共演した俳優仲間への情の深さを持っていた。

妻・吉村実子
21歳の時にドラマ『夏』で共演。打ち合わせに現れた石立は、よれよれのTシャツに短パン姿、ビーチサンダル履きとだらしがなく、吉村にとっては悪印象であったが、本読みが始まった途端にその印象は消え、石立の才能に惹かれたと後述している。この後交際期間を経て、1968年に結婚。28歳で長男・大和、30歳で次男・隼人が誕生。名前は『古事記』から石立が名付けたが、次男は当時区役所で拒否され喧嘩となるも、4年後に制限撤廃されて認められたという。だが次男誕生後間もなくして家出したきり帰らず、1998年、56歳の時に正式離婚するまで別居状態であった。
静岡県熱海市での生活および愛犬家として
離婚の翌年、都内から移住する。友人がもつ別荘を住まいとし、仕事のときだけ上京する暮らしを始める。熱海では愛犬3匹を飼っており、一匹目はキャバリア（アトム・雄）で、都内に住んでいたとき、近所で繁殖をしていた知人から譲り受けた。都内で余命1年と言われ、連れてきて空気が良かったためか、3年長生きしたという。もう一匹は自身が経営するペットショップにいた虚弱体質のトイプードル（レオ・雄）で、介抱している内に自分が飼うことにした。もう一匹はミニチュアダックスフント（メル・雌）。犬の名前は全て手塚治虫の漫画の主人公から付けた。また、いつかフレンチブルドックを飼ってみたいと取材に答えていた。また麻雀店「優」の経営もしていたとされる。
45歳から15年間、友人で俳優の勝呂誉と、ペットビジネスを兵庫県西宮市で展開する。4階建てのビルを構え、1階はペットショップ、2階はペットサロン、3階はペットホテル、石立は4階を自宅にし、宣伝担当として店先に立ったり、アメリカに首輪やリードの仕入れにも出かけた。店舗を尼崎、新大阪など4つに広げたが、1995年の阪神淡路大震災による被害で本店以外を閉店。経営から退いた。
将棋
趣味は将棋・ゴルフ・相撲鑑賞・陶芸・錦鯉・飲む・買う・打つの8つと答えていたが、晩年は主にゴルフと将棋を続けていた。特に将棋はアマチュア四段で、NHKの将棋対局・特別番組に出演したことがある。宮田利男を始めとするプロ棋士たちともプライベートでの交流があった。出棺時には愛用の駒が入れられた

## 出演

### 舞台
- 1963年「相宿」（俳優座養成所定期公演）
- 1964年「お気に召すまま」W・シェイクスピア=作（俳優座第13期生卒業公演）
- 1965年「花咲くチェリー」ロバート・ボルト=作、主人公の息子、文学座公演
- 1966年「山襞」水上勉=作、鉄次 、文学座公演
- 1966年「欲望という名の電車」集金人、文学座公演　日本初演
- 1967年「シラノ・ド・ベルジュラック」子爵、文学座創立30周年記念公演
- 1967年「大寺学校」青年役、文学座創立30周年記念公演
- 1967年「花咲くチェリー」（再演）、文学座公演
- 1968年「スウェーデンの城」フランソワーズ・サガン=作、文学座公演
- 1968年「美しきものの伝説」宮本研=作、荒畑寒村、文学座公演
- 1968年「黄金の頭」セベス、文学座アトリエ公演
- 1969年「五稜郭血書」漁師、文学座公演
- 1971年「ゲバラ1971東京」ゲリラ1、ゲバラ財団公演[注釈 9]
- 1971年「ばら戦争又は血」アートシアター新宿文化
- 1972年 ミュージカル「スイート・チャリティ」オスカー、日生劇場（5/2 - 22 全25回）日本初演
- 1977年「夕食は外でしたら？」福田陽一郎=演出・脚本、アリステア、西部劇場
- 1979年「おかしな二人」ニール・サイモン=作、福田陽一郎=演出 フィリックス　杉浦直樹とW主演
- 1980年「おかしな二人」（再演）
- 1985年 ミュージカル「カサノバ'85」福田陽一郎=演出、主演=カサノバ、西武劇場
- 1999年5月 森進一座長公演 第一部「坊ちゃん」赤シャツ、新宿コマ劇場（全15回）
- 2001年1月 森進一新春公演 第二部「坊ちゃん」赤シャツ、大阪・梅田コマ劇場

### ラジオドラマ
- 1965年 NHK放送劇 だるま船の唄（11月20日）
- 1966年 NHK放送劇 野にさけぶ（1月15日）石川啄木の友人
- 1966年 NHK芸術劇場 金色堂（9月25日）
- 1967年 NHK芸術劇場 賽の河原の鬼ン婆（4月16日）
- 1968年 NHK文芸劇場 潮けむり（1月12日）鯨漁師の息子
- 1968年 NHK文芸劇場 潮騒（6月30日）主人公の漁師
- 1968年 NHK芸術劇場 安達原（7月6日）イタリア賞参加
- 1999年 NHK青春アドベンチャー 蒲生邸事件（2月15日）タイムトラベラー

### テレビドラマ
- 愛情の系譜（1963年、フジテレビ） - 兼藤良晴 ※デビュー作
- まごころ（1963年、フジテレビ） - 主演・有賀弘 ※初主演作
- 夏（1963年、フジテレビ） - 河合四郎
- 初恋物語（1964年、フジテレビ） - 富崎昇助
- ラブ・テープ（1964年、NHK総合） - 川崎正夫
- 風雪 第25話「開化仇討異聞」（1964年、NHK総合） - 臼井六郎
- 駅（1965年、NHK総合） - 輝夫
- ふりむくなマリー（1965年、NHK総合） - ジョージ
- 光る海（1965年、TBS） - 野坂孝雄
- 都ぞ弥生（1965年、TBS） - 大岡大志
- 刑事（でか） 第10話「ある青春の記録」（1965年、フジテレビ） - 山口哲
- 城塞（1966年、フジテレビ） - 江上宗一郎
- 記念樹 第10話「ジョニーの凱旋する時」（1966年、TBS） - 山岸勇一
- ポケットモンキー（1966年、NHK総合） - 原口大治郎
- ぼくの母さん（1966年、日本テレビ） - 富岡次助
- 真田幸村（1966年、TBS） - 穴山小助
- レモンのような女（1967年、TBS） - ボク
- 三匹の侍 第6シリーズ 第12話「土は哭いていた」（1968年、フジテレビ） - 喜平次
- 見合い恋愛（1969年、日本テレビ） - 菅野健太郎
- S・Hは恋のイニシァル（1969年、TBS） - 坂田龍馬
- 独身のスキャット 第5話（1970年、TBS）
- 時間ですよ（1970年、TBS） - 広田
- 大岡越前 第1部 第7話「濡れぎぬ」（1970年4月27日、TBS / C.A.L） - 巳之吉
- ポーラテレビ小説 オランダおいね（1970年、TBS） - 清水次郎長
- 恋愛術入門（1970年11月22日、TBS / 国際放映） - 今西
- おくさまは18歳（1970年、TBS） - 準主演・高木哲也
- ワンパク番外地（1971年、東京12チャンネル） - みゆきの兄
- おひかえあそばせ（1971年、日本テレビ） - 主演・小早川薫
- 気になる嫁さん（1971年〜1972年、日本テレビ） - 清水文彦
- テレビはこれだ!ドラマが3つも〜バカ殿漫遊記（1971年、TBS） - 桃栗三右ェ門
- ニューヨークの4人（1971年、NHK総合） - 富沢
- パパと呼ばないで（1972年10月〜1973年9月、日本テレビ） - 主演・安武右京
- 知らない同志（1972年、TBS） - 綾倉公平
- 白鳥の歌なんか聞こえない（1972年、NHK総合） - 庄司燦
- 縁談シリーズ 女王蜂と働き蜂（1972年、日本テレビ） - 山名二太郎
- 浮気の請求書（1973年、日本テレビ） - 森村信二
- 雑居時代（1973年〜1974年、日本テレビ） - 主演・大場十一
- 水もれ甲介（1974年〜1975年、日本テレビ） - 主演・三ッ森甲介
- 事件狩り（1974年、TBS） - 主演・大山竜介
- めしはまだか!（1974年、NET） - 園田鉄夫
- 夜明けの刑事（1974年〜1976年、TBS / 大映テレビ） - 相馬一郎課長
- おふくろさん（1975年、日本テレビ） - 主演・ 鈴村文吾
- 冬の陽（1975年～1976年、読売テレビ）－平井壮吉
- 二丁目の未亡人は、やせダンプといわれる凄い子連れママ（1976年、日本テレビ）－中川九助
- 気まぐれ天使（1976年〜1977年、日本テレビ） - 主演・加茂忍
- 玉ねぎ横丁の花嫁さん（1976年、NETテレビ） - 石橋渡
- 気まぐれ本格派（1977年〜1978年、日本テレビ） - 主演・清水一寛
- 近眼ママ恋のかけひき（1977年、日本テレビ） - 丸トラ一
- 赤いシリーズ（TBS）
  - 赤い激流（1977年） - 大沢実
  - 赤い絆（1977年） - 萩野克巳
  - 赤い激突（1978年） - 大谷二郎
  - 赤い嵐（1979年〜1980年） - 大野英二
  - 赤い魂（1980年） - 宮内俊之
  - 赤い死線（1980年） - ディスコ支配人
- 土曜ワイド劇場（テレビ朝日）
  - 最後の賭け（1977年） - 沢田俊介
  - 三毛猫ホームズシリーズ（1979年〜1984年） - 主演・片山義太郎
  - 人妻の背徳日記殺人事件（1986年） - 矢部刑事
  - 白銀のみちのく幽霊殺人（1986年） - 里中邦彦
  - 桜島1000キロ殺人空路（1990年） - 三田村行雄
  - 温泉若おかみの殺人推理 第13作「私は殺された！三回忌に死者からの遺言状」(2003年10月4日) - 香山茂 (竹人形作家)
  - 法医学教室の事件ファイル19（2004年） - 石沢保警備員
  - 癒しの事件簿〜藤井若葉の犯罪被害者相談室〜（2007年3月31日） - 穴山宏刑事
- 噂の刑事トミーとマツ（1979年-1982年、TBS） - 相模五郎（管理官/捜査課長）
- 鉄道公安官（1979年-1980年、テレビ朝日） - 主演・榊大介主任
- 竹とんぼ（1980年、日本テレビ） - 高村欣三
- 玉ねぎむいたら…（1981年、TBS） - 番野理介
- 秘密のデカちゃん（1981年、TBS） - 主演・日暮庄助
- 天まであがれ!（1981年、日本テレビ） - 主演・和田竜介
- 天まであがれ!2（1982年） - 主演・原竜介/原竜三郎
- 金曜ミステリー劇場・六月の危険な花嫁（1982年、TBS / 大映テレビ） - 松岡孝
- さらば女ともだち（1983年、テレビ朝日） - 高辺信
- 月曜ドラマランド（フジテレビ）
  - どっきり天馬先生（1983年、フジテレビ） - 主演・坂本天馬
  - どっきり双子先生〜乙女学園男子部（1983年、フジテレビ） - 主演・坂本天馬 / 良介
- スチュワーデス物語（1983年10月〜1984年3月、TBS） - 柿野竜太訓練課長
- シンデレラの財布（1984年、TBS） - 主演・小日向大介
- ザ・サスペンス 戦後最大の殺人鬼 勝田清孝に間違えられた男（1984年、TBS） - 北野英一
- 瑠璃色ゼネレーション 第3話（1984年、日本テレビ） - 佐川剛郎 ※特別出演
- 少女に何が起ったか（1985年、TBS） - 川村良之
- 婦警候補生物語（1985年、日本テレビ） - 石川元彦警部
- 遊びじゃないのよ、この恋は（1986年、TBS） - 鈴木正捜査課長
- パパ合格ママは失格（1986年、日本テレビ） - 倉田蔵太
- 火曜サスペンス劇場（日本テレビ）
  - 非行少年「男と女の皮肉な最下位!16年前の過去が少年を殺す」（1985年） - 村野武刑事[22]
  - 「嘘」（1986年3月25日)
  - 6月の花嫁シリーズ ペイパーハネムーン（1987年）
  - 小京都ミステリー
    - シリーズ2 飛騨高山殺人事件（1990年） - 西条義夫
    - シリーズ28 長崎ビードロ殺人事件（2000年） - 椎名勇造

  - 朝比奈周平ミステリー4・木曽路殺人事件（1992年） - 榎隆造
- 月曜サスペンスシリーズ（KTV）
  - 現代怪奇サスペンス 赤いハイヒール（1986年）
  - 不思議サスペンス 幻を呼ぶ、蛍姫（1991年）
  - 六つの離婚サスペンス 埋没社員（1992年）
  - 秋の特選サスペンス 九月のミンク（1992年）
  - サスペンス明日の13章 小さな王国（1993年） - 加江島（※特別出演）
  - サスペンス・魔 ある男の三日間（1993年） - 科学者
- 木曜ゴールデンドラマ 離婚同棲・別れた夫婦のおかしくも哀しい愛のかたち（1986年、日本テレビ） - 誠二
- 展望車殺人事件 (1986年7月31日、フジテレビ、木曜ドラマストリート) - 十津川警部
- 水曜ドラマスペシャル 夏の特選サスペンス(4) 詐欺師の旅（1986年8月27日、大映テレビ、TBS） - 悟郎
- 水曜ドラマスペシャル　みちのくハネムーン殺人事件（1987年、大映テレビ、TBS） - 山田一平
- おんな風林火山 第1話「7歳の幼な妻」 - 第8話「武田信玄 死す」（1986年、TBS） - 主演・武田信玄
- 月曜・女のサスペンス 夏樹静子トラベルサスペンス 伊豆大島殺人ツアー（1988年テレビ東京） - 蛸島博夫
- 年末時代劇スペシャル（日本テレビ）
  - 五稜郭（1988年） - 松本良順
  - 勝海舟（1990年） - 西郷隆盛
- さすらい刑事旅情編（1989年、テレビ朝日）
- 湘南物語（1989年、日本テレビ） - 榎田元春
- 燃えよ剣（1990年、テレビ東京） - 近藤勇
- 火曜ミステリー劇場 横溝正史傑作サスペンス 女王蜂（1990年、テレビ朝日） - 等々力警部
- 雲霧仁左衛門 (1991年3月29日、フジテレビ　時代劇スペシャル) - 木鼠の吉五郎　役
- 名奉行 遠山の金さん（1991年 - 1995年、テレビ朝日） - 轟沢庵
- 金曜日の食卓（1991年8月24日、NHK総合） - 主演　岡崎
- 勢揃い清水一家 次郎長売り出す（1992年、日本テレビ）
- パパと呼べないの!（1993年、フジテレビ）
- 大忠臣蔵（1994年、TBS） - 梶川与惣兵衛
- 夏は秘密がいっぱい!（1994年7月〜9月、TBS）
- 刑事・野呂盆六 第2作「殺意のマリア」　(1994年11月21日・月曜ドラマスペシャル)  - 銭谷貫一
- HOTEL　第1シリーズ第7話　第3シリーズ第3話　第4シリーズ第3話（1990年、1994年、1995年、TBS）ゲスト
- 江戸の用心棒 第1シリーズ 第27話「春一番!江戸っ子娘」・第28話「男芸者が命を賭けた!」（1995年、日本テレビ） - 喜八
- 裸の大将 第72話「少女と清の母恋し」（1995年、KTV / 東阪企画） - 住職
- 大河ドラマ（NHK総合）
  - 春の坂道（1971年） - 松平忠輝
  - 八代将軍吉宗（1995年） - 水野忠之
  - 徳川慶喜（1998年） - 中根雪江
- FiVE（1997年、日本テレビ） - 鹿島裕之
- 金曜エンタテイメント（フジテレビ）
  - 山村美紗サスペンス 赤い霊柩車シリーズ8 燃える棺（1997年） - 園城高義
  - 山村美紗サスペンス 赤い霊柩車シリーズ15 偽りの葬儀（2002年） - 和田信夫
  - ハマの静香は事件がお好き1 「死神からの携帯電話」(2003年） - 磯川五郎
- 月曜ドラマスペシャル 新宿ホスト殺人事件（1998年、TBS） - 権田金蔵
- 隠密奉行朝比奈 第1シリーズ　(第3話) 「山形蔵王　世継ぎをさがせ」 (1998年、フジテレビ　東映) - 鬼塚外記
- 新春12時間超ワイドドラマ（テレビ東京）
  - 家康が最も恐れた男 真田幸村（1998年） - 上杉景勝
  - 赤穂浪士（1999年） - 赤埴儀助
- はみだし刑事情熱系 シーズン4 10話（1999年12月8日、テレビ朝日) - 滝川周平
- はぐれ刑事純情派（2000年） - 水島憲司
- 月曜ミステリー劇場（TBS）
  - 万引きGメン・二階堂雪7「逃亡」（2001年10月8日） - 市村部長刑事
  - 十津川警部シリーズ35「金沢加賀殺意の旅」（2005年7月4日） - 北川善之助
- 女と愛とミステリー「西村京太郎スペシャル 亀井刑事・十津川警部トラベルサスペンス 日本一周“旅号”殺人事件」(2003年4月23日　テレビ東京） - 三田良介
- 金曜ナイトドラマ ミステリー民俗学者 八雲樹（2004年、テレビ朝日） - 富苗源次
- 忠臣蔵（2004年、テレビ朝日） - 内田三郎左衛門
- 水戸黄門（TBS / C.A.L）
  - 第35部 第4話「湯の町守る孤独な正義 -道後-」（2005年10月31日） - 明神の六三
  - ナショナル劇場50周年記念特別企画スペシャル （2006年3月13日） - 大前屋儀兵衛
  - 第36部 第13話「お江戸から来た凸凹家族 -萩-」（2006年10月30日） - 太兵衛
- 水曜ミステリー9 湯けむりドクター華岡万里子の温泉事件簿 第1作「死体は語る」（2005年12月28日、テレビ東京） - 佐々木昭三 (村人・移動販売業)
- 新・桃太郎侍 第5話（2006年8月22日、テレビ朝日） - 辰巳屋与兵衛

### Web（配信）ドラマ
- 1+1（2002年11月18日 - 配信、Toshiba Web Street） - W主演：石立鉄男、名古屋章
- Break Out!（2004年 - 2005年、Toshiba Web Street） - 主演：阿久根瞬 （※2005年に映画上映）

### 映画
| 年   | 作品名                           | 監督         | 役名           | 配給・制作                                         |
| ---- | -------------------------------- | ------------ | -------------- | -------------------------------------------------- |
| 1964 | 血とダイヤモンド                 | 福田純       | ジロー         | 東宝                                               |
| 1964 | 仇討                             | 今井正       | 辰之助         | 東映                                               |
| 1965 | 城取り                           | 舛田利雄     | 木樵 彦十      | 日活                                               |
| 1965 | ぜったい多数                     | 中村登       | 阿高賢三       | 松竹                                               |
| 1966 | 殺人者                           | 安田公義     | 白戸礼太       | 大映                                               |
| 1966 | 恋する年ごろ                     | 宮崎守       | 及川伸夫       | 松竹                                               |
| 1967 | 愛の渇き                         | 蔵原惟繕     | 園丁・三郎     | 日活                                               |
| 1967 | 恋をしようよカリブの花           | 宮崎守       | 黒木武         | 松竹                                               |
| 1967 | さそり                           | 水川淳三     | 荒木順一       | 松竹                                               |
| 1967 | 智恵子抄                         | 中村登       | 犬吹の太郎     | 松竹                                               |
| 1967 | 父子草                           | 丸山誠治     | 西村茂         | 東宝                                               |
| 1967 | ミニミニ突撃隊                   | 梅津明治郎   | 週刊誌記者・森 | 松竹                                               |
| 1968 | 天使の誘惑                       | 田中康義     | 藤巻徹         | 松竹                                               |
| 1968 | 若者たち                         | 森川時久     | 戸坂           | 自主上映                                           |
| 1969 | 橋のない川                       | 今井正       | 峰村悠治       | ー                                                 |
| 1969 | 若者はゆく 続若者たち            | 森川時久     | 戸坂           | 松竹                                               |
| 1969 | ひとりっ子                       | 家城巳代治   | 勝男           | 新星映画                                           |
| 1970 | 君が若者なら                     | 深作欣二     | 樋口喜久男     | 松竹                                               |
| 1970 | こちら55号応答せよ!危機百発      | 小村芳太郎   | 修一           | 松竹                                               |
| 1970 | 俺は眠たかった！！               | 萩本欽一     | 秋山           | 松竹                                               |
| 1970 | 若者の旗                         | 森川時久     | 戸坂           | 「若者たち」全国上映委員会                         |
| 1971 | 愛ふたたび                       | 市川崑       | キーちゃん     | 東宝                                               |
| 1971 | おくさまは18才 結婚教室          | 山本邦彦     | 高木哲也       | 東宝                                               |
| 1974 | 涙のあとから微笑みが             | 市村泰一     | 浦松雄三       | 松竹                                               |
| 1978 | ピンク・レディーの活動大写真     | 小谷承靖     | 白川仙吉       | 東宝                                               |
| 1986 | そろばんずく                     | 森田芳光     | 大山           | 東宝                                               |
| 1987 | ドン松五郎の大冒険               | 後藤秀司     | 権藤健         | 東宝東和                                           |
| 1990 | 激動の1750日                     | 中島貞夫     | 本道高道       | 東映                                               |
| 1991 | あんこう                         | いとうまさお | 刑事           | SHSプロジェクト                                    |
| 1995 | 藏                               | 降旗康男     | 神官           | 東映                                               |
| 1995 | はるか 素顔の19歳                | 山下耕作     |                | 企画｜大阪市教育委員会 配給｜共和教育映画社        |
| 1996 | 風の中のスクラム                 | 西森康友     | 富田運転手     | 企画｜大阪市・大阪市教育委員会 配給｜東映          |
| 1997 | すばらしき臨終                   | 大井利夫     | 有田建造       | FKD                                                |
| 2000 | 極道の妻たち リベンジ            | 関本郁夫     | 河合正道       | 東映ビデオ                                         |
| 2001 | 私の骨                           | 荻野憲之     | 大野竜司       | ジェイ・ブイ・ディー＝グローバルエンタテインメント |
| 2002 | 紅姉妹                           | 団鬼六       |                | 新東宝＝紅姉妹製作委員会                           |
| 2004 | ムーンライト・ジェリーフィッシュ | 鶴見昴介     | 山下源三       | ポニー・キャニオン                                 |
| 2005 | Break Out!                       | 秋原北胤     | 阿久根瞬       | KAERU CAFE                                         |
| 2007 | キャプテントキオ                 | 渡辺一志     | 老人           | プログレッシブ・ピクチャーズ／ディーライツ         |

### 吹き替え
- 映画「太陽がいっぱい」（フランス・イタリア）、主演 トム・リプレー役〈アラン・ドロン〉（TBS金曜ロードショー、1969年4月4日放送）
- 映画「サンダーバード6号」（イギリス）、アラン・トレーシー役〈マット・ジマーマン〉（劇場公開版、1968年）
- 海外ドラマ「熱血弁護士カズ」（アメリカ）、主演 マーティン・カジンスキー役〈ロン・リーブマン〉（テレビ東京、1980年3月31日 - 7月28日）
- 海外ドラマ「少女キンバリーの選択」主人公の祖父役／声（NHK、1993年）
- 教養番組「未来への教室」宇宙物理学者 フランク・ドレイク博士／声（NHK教育、2001年）

### Vシネマ
- 詐欺師の旅（1986年、ベストフィールド / TCエンタテインメント）共演：松本ちえこ、他
- キタの帝王 闇の法廷伝説（1996年、渡辺護監督、ミュージアム） - キヨハラ
- PAZUZU 殺し屋パズズ（2000年、渡辺武監督、ミュージアム） - パズズの相棒

### トーク・バラエティ番組
- 女と男 聞けば聞くほど…（TBS）
- 徹子の部屋（1992年10月、テレビ朝日）
- ダウンタウンのごっつええ感じ（1996年、フジテレビ）[注釈 10]
- Oh!黄金サービス（1996年、フジテレビ）
- ダウンタウンDX（1998年、よみうりテレビ）
- 踊る!さんま御殿!!（1999年、日本テレビ）
- 超豪華競演!堺正章&井上順の時代を飾ったあの名曲たち 歌って笑って生放送！2（2005年、フジテレビ）[注釈 11]
- 日曜ビッグバラエティ「貧しいけれど夢があった 俳優座13期同窓会」（2007年2月25日、テレビ東京）[注釈 12]
- ウラネタ芸能ワイド 週刊えみぃSHOW(2007年5月31日、よみうりテレビ　※関西ローカル)[注釈 13]
- 徹子の部屋「今年亡くなくなった方々を追悼(2)」（2007年7月6日、テレビ朝日）[注釈 14]

### 通販番組
- モーニングテレショップ（2000年10月、テレビ東京）
- 朝イチ！テレショップ  （2000年10月・2001年3月 テレビ朝日）
- 特選！買い物サタデー  （2001年10月、テレビ東京系列）

### CM
- ポテトチップスのり塩（湖池屋、1972年〜1976年）CM動画
- ラジアルタイヤ（ブリヂストン、1972年）
- エースコック 1970年代〜1990年代
  - カップ焼きそばBan Ban　※業界初の縦型カップ焼きそば
  - わかめラーメン（1983年発売）CM動画
  - ミニわかめラーメン
  - いか焼きそば
  - 大盛りいか焼きそば
  - ワンタン麺
  - 中国野菜ヌードル 好(ハオ)
  - Ace one　※60秒ヌードル
- タイヘイファミリーセット（タイヘイ株式会社、1978年）[注釈 15]
- DIATONE、縦型ステレオコンポーネント「たてコン」（三菱電機、1978年）
- ホイホイシリーズ（アース製薬、1980年）共演：秋川リサ
- ヴイックスヴェポラッブ（大正製薬、1982年〜1988年）
- どどっとつぶぴょん（クラシエフーズ、2002年）

## 児童書

### レコード絵本
- 『ピーターとあおいはな』声・石立鉄男、ジーン・ロッシェフホール作、名木田恵子訳（祥文社、1975年10月）
- 『おくびょうなトラくん』声・石立鉄男、マルティーン・モラ、クリスチャン・アレール＝作、名木田恵子訳（祥文社、1975年10月）

## 音楽

### レコード
- ドラマ「水もれ甲介」挿入歌「さみしいナ…」(SONY、1974年)
- ドラマ「さらば女ともだち」（主題歌・挿入歌）杉浦直樹とのデュエット（東芝EMI、1983年）
- 優しさゲーム（EP版）、山内絵美子とのデュエット（ワーナー、1983年）
- 優しさゲーム（LP版）、山内絵美子とのデュエット（ワーナー、1983年）[注釈 16]

### CD
- ISHIDATE TETSUO VOICE（カエルカフェ製作、2001年12月20日発売）
- 「1＋1」名古屋章、石立鉄男、DJ Takawo（カエルカフェ製作、2003年）
- 劇中歌集「ゲバラ・71・東京」（ディスクユニオン、2019年7月3日発売）[注釈 17]